# Essential (álbum de Erasure)
Essential es un disco recopilatorio del grupo de synth pop Erasure que fue lanzado el 19 de marzo de 2012 como parte de una colección de álbumes de diferentes artistas del catálogo de EMI. 

Editado bajo el sello EMI Gold, el álbum no cuenta con un criterio lógico sino que es una recopilación de temas que mezcla éxitos con temas no tan conocidos. No incluye temas posteriores a 2003

## Essential
| N.º | Título                                                | Escritor(es)                              | Productor(es)                        | Duración |  |
| 1.  | «Who Needs Love Like That»                            | Vince Clarke                              | Flood                                | 3:06     |  |
| 2.  | «It Doesn't Have to Be» (versión sencillo)            | (Clarke/Bell)                             | Flood                                | 3:46     |  |
| 3.  | «The Circus» (versión sencillo)                       | (Clarke/Bell)                             | Flood                                | 4:06     |  |
| 4.  | «You Surround Me»                                     | (Clarke/Bell)                             | Gareth Jones, Mark Saunders, Erasure | 3:58     |  |
| 5.  | «Am I Right?»                                         | (Clarke/Bell)                             | Martyn Phillips                      | 4:17     |  |
| 6.  | «Sometimes» (versión sencillo)                        | (Clarke/Bell)                             | Flood                                | 3:39     |  |
| 7.  | «When Will I See You Again»                           | Gamble y Huff                             | Erasure, Gareth Jones                | 2:58     |  |
| 8.  | «Video Killed the Radio Star»                         | Geoff Downes, Trevor Horn y Bruce Woolley | Erasure, Gareth Jones                | 3:49     |  |
| 9.  | «Victim of Love» (versión sencillo)                   | (Clarke/Bell)                             | Flood                                | 3:38     |  |
| 10. | «Ship of Fools»                                       | (Clarke/Bell)                             | Stephen Hague, Dave Jacob            | 4:03     |  |
| 11. | «Star» (versión sencillo)                             | (Clarke/Bell)                             | Gareth Jones, Mark Saunders, Erasure | 3:38     |  |
| 12. | «Everybody's Got to Learn Sometime»                   | James Warren                              |                                      | 3:20     |  |
| 13. | «Make Me Smile (Come Up & See Me)» (versión sencillo) | Steve Harley                              | Erasure, Gareth Jones                | 3:56     |  |
| 14. | «Chorus»                                              | (Clarke/Bell)                             | Martyn Phillips                      | 4:29     |  |
| 15. | «Always»                                              | (Clarke/Bell)                             | Martyn Ware                          | 4:04     |  |
| 16. | «I Love Saturday» (versión sencillo)                  | (Clarke/Bell)                             | Martyn Ware                          | 4:02     |  |